# Яструбина сова
Яструбина сова (Surnia) — рід совоподібних птахів родини совових (Strigidae). Сова яструбина (Surnia ulula), що мешкає в тайзі Північної Америки і Євразії, є єдиним живим представником цього роду. Відомо також кілька викопних представників цього роду: Surnia capeki і Surnia robusta, що мешкали в пліоцені і плейстоцені Європи.